# Hrabstwo Webster (Nebraska)

Piramida wieku hrabstwa

Hrabstwo Webster (ang. Webster County) – hrabstwo w stanie Nebraska w Stanach Zjednoczonych. W roku 2010 liczba mieszkańców wyniosła 4061. Stolicą i największym miastem jest Red Cloud.

## Geografia
Całkowita powierzchnia wynosi 1489 km² z czego woda stanowi 0,02%.

### Miejscowości
- Blue Hill
- Red Cloud

### Wioski
- Bladen
- Cowles
- Guide Rock
- Inavale (CDP)